# Chess
Chess er en musical af Benny Andersson, Tim Rice og Björn Ulvaeus.
Forestillingen havde urpremiere 14. maj 1986 på Prince Edward Theatre i London, men blev allerede i 1984 udgivet på dobbelt-LP.